# Jean-Christophe Rufin
Jean-Cristophe Rufin (28 de juny de 1952, Bourges, França) metge, diplomàtic i escriptor francès.

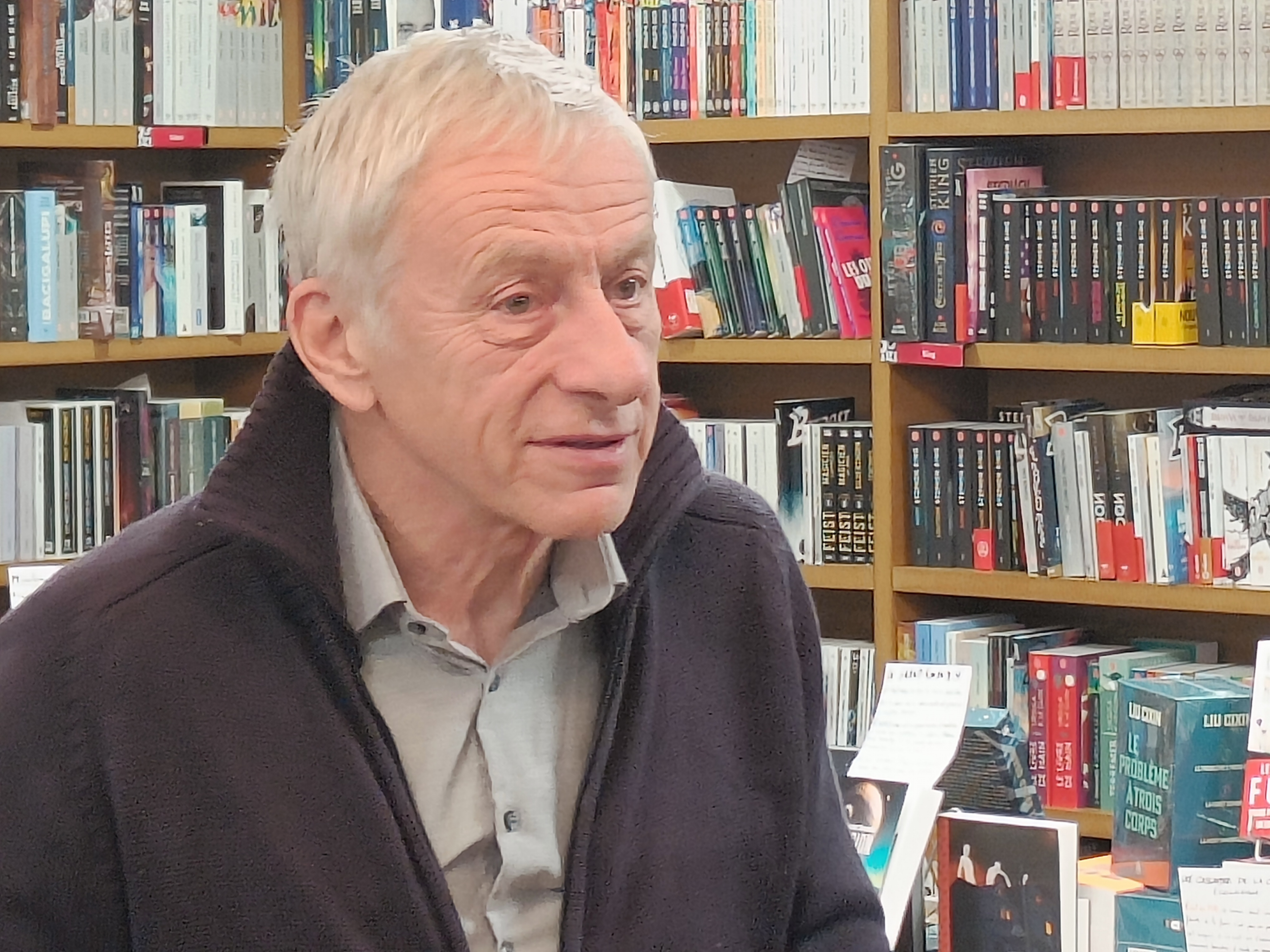
Jean-Christophe Rufin a Vincennes, desembre 2024.

## Biografia

### Infància i formació
Va nàixer a Bourges el 1952, fill únic, amb pares separats, va ser educat pels seus avis, especialment per l'avi (metge i membre de la Resistència francesa) que va ser deportat a Buchenwald.
Va fer els estudis secundaris al "Lycée Claude Bernard" de Paris.
Va estudiar medicina a la Facultat "La Pitié-Salpêtrière", de París,especialitat de neurologia.
Diplomat per l'Institut d'estudis polítics de París.

### Carrera com a metge
Ha treballat com a intern en diversos hospitals de París (1975-1981) i com a Cap de Clínica a la Facultat de Medicina de París (1981-1983). Fent el servei militar va anar a Sousse, Tunísia on va treballar en una maternitat.
Hospital de Nanterre (1994-1995) i hospital de Saint-Antoine de París (1995-1997).

### Activitat humanitària
Des de 1977 es va vincular a moviments humanitaris, amb missions a Tunísia, Nicaragua, Eritrea, Sudan, i Filipines entre altres països.
Vicepresident de Metges sense Fronteres (1991-1992) i Administrador de la Creu Roja francesa (1995).
Membre de l'associació Human Rights Watch.
El 1999 va anar a Kosovo com a Administrador de l'associació "Primera Urgència" i va aconseguir l'alliberació d'11 ostatges francesos.
President de l'ACF (Acció Contra la Fam) (2002-2006).

### Carrera política i diplomàtica
L'any 1986 va ser conseller del Secretari d'Estat per temes de drets de l'home.
1989-1990 enviat al Brasil com agregat cultural i de cooperació de l'ambaixada francesa.
El 1993 va entrar al ministeri de Defensa com a conseller especialista en estratègies de la relació Nord-Sud
Quan Bernard Kouchner (fundador de Metges Sense Fronteres) era ministre d'Afers Estrangers, en Rufin va ser nomenat ambaixador francès al Senegal i Gambia.(2007-2010).
Martine Aubry, candidata del Partit Socialista Francès a les primàries presidencials del 2012, el va incorporar al seu equip de campanya.
Actualment (2015) és "Mestre de conferències" a l'Institut d'Estudis Polítics de Paris

### Carrera literària
El 1968 va publicar el seu primer llibre, "Le Piège humanitaire", un assaig sobre les opcions polítiques en l'acció humanitària, i el 1997 la primera novel·la "L'Abyssin", amb unes vendes de 300.000 exemplars i traduït a 19 llengües.Des de 1998 publica més de 10 novel·les, amb premis importants, com el premi Goncourt de 2001 per "Rouge Brésil".
El 2015 va presidir el jurat del Premi del Llibre Inter.

## Obres

### Assaig
- 1986: "Le Piège humanitaire" (Ed. J.Cl. Lattès)
- 1992: "l'Empire et les nouveaux barbares" (Ed. J.Cl. Lattès)
- 1994: "La dictature libérale" (Ed. J.Cl. Lattès), "L'aventure humanitaire", coll. «Découvertes Gallimard» (nº 226) (Ed. Gallimard)
- 2004: "Géopolitique de la faim: Faim et responsabilité" (Ed. P.U.F.)
- 2008: "Un léopard sur le garrot. Chroniques d'un médecin nomade" (autobiografia) (Gallimard)
- 2013: "Immortelle Randonnée. Compostelle malgré moi" (Ed. Guérin)
- 2018: "Armistice" (Gallimard)

### Novel·les
- 1997: "l'Abyssin" (Ed. Gallimard)
- 1998: "Sauver Ispahan" (Ed. Gallimard)
- 1999: "Les Causes perdues" (Gallimard i Folio amb el tiul de "Asmara")
- 2001: "Rouge Brésil" (Ed. Gallimard)
- 2004: "Globalia" (Gallimard i Folio)
- 2005: "La Salamandre" (Gallimard i Folio)
- 2007: "Le Parfum d'Adam" (Ed. Flammarion)
- 2010: "Katiba" (Flammarion)
- 2011: "Sept Histoires qui reviennent de loin" (Gallimard)
- 2012: "Le Grand Coeur" (Gallimard)
- 2014: "Le Collier Rouge" (Gallimard) Adaptada al cinema amb el mateix títol, pel director Jean Becker i protagonitzada per Nicolas Duvauchelle i François Cluzet.
- 2015: "Check-Point" (Gallimard), "Les enquêtes de Providence" (Gallimard)
- 2015: "Qui est Daech?" (Philippe Rey), en col·laboracó amb Edgar Morin, Régis Debray, Michel Onfray, Tahar Ben Jelloun, Olivier Weber i Gilles Kepel.
- 2017: "Le Tour du monde du roi Zibeline" (Gallimard)
- 2018: "Le Suspendu de Conakry" (Flammarion)
- 2019: "Les sept mariages d'Edgar et Ludmilla" (Gallimard)
- 2019: "Les Trois femmes du consul (Les énigmes d'Aurel le Consul, vol 2)" (Flammarion)
- 2020: Le Flambeur de la Caspienne (Flammarion)
- 2021: La Princesse au petit moi (Flammarion)
- 2022: Notre otage à Acapulco (Flammarion)

La majoria de les seves obres estan traduïdes al castellà per l'editorial Ediciones B, i traduccions al català per Edicions 62 (L'abisini, Roig Brasil), per Empuries (Globalia).

## Distincions i premis

### Distincions
1. Doctor honoris causa: Universitat de Laval (Québec), Universitat de Louvain-la-Neuve (Bèlgica) i de l'UCAD (Dakar, Senegal).
2. Membre estranger de la Reial Acadèmia de Medicina de Bèlgica.
3. Oficial de la Legió d'Honor.
4. Comandant de l'orde del Lleó del Senegal
5. Comandant de l'orde de Rio Branco del Brasil
6. Cavaller de Mèrit de l'orde de Malta
7. Membre de l'Acadèmia francesa (escollit el 19 de juny 2008 amb el núm. 28 de Henri Troyat)

### Premis
- 1994: Premi Jean Jacques Jean-Jacques Rousseau per l'assaig "La Dictature libérale" (Ed. J.Cl. Lattès)
- 1997: Premi Méditerranée i borsa Goncourt de primera novel·la per l'obra "L'Abyssin" (Ed. Gallimard), amb 300.000 exemplars venuts
- 1999: Premi Erwan-Ergot i premi Interallié, per la novel·la "Les Causes perdues" (Ed Gallimard i Folio)
- 2001: Premi Goncourt per la novel·la "Rouge Brésil" (Ed. Gallimard)
- 2013: Premi Pierre Loti per "Immortelle Randonnée. Compostelle malgré moi" (Ed. Guérin)
- 2014: Premi Maurice Genevoix per "Le Collier rouge" (Ed. Gallimard)
- 2015: Premi Grand Témoin per "Check-point" (Ed. Gallimard)
- 2018: Premi Arsène Lupin per la novel·la Le suspendu de Conakry